# Gamu-Gofa
« Gamo (awraja) » et « Gofa (awraja) » redirigent ici. Pour les autres significations, voir Gamo et Gofa.
Le Gamu-Gofa était une des provinces de l'Éthiopie. Son nom vient des deux principaux groupes ethniques de la province : Gamo et Goffa (en). La province a été intégrée à l'Éthiopie dans les années 1880 par l'empereur Menelik II. Sa capitale était Chencha jusqu'au milieu des années 1960 ; Arba Minch devint la nouvelle capitale provinciale. À la suite de la réforme constitutionnelle, la province est, depuis 1995, divisée entre la zone Semien Omo (Nord Omo) — qui a elle-même été subdivisée en 2000 — et la zone Debub Omo (Sud Omo), dans la région des nations, nationalités et peuples du Sud.
Depuis le référendum de 2023, l'ancienne province se retrouve pour l'essentiel dans la région Éthiopie du Sud.

## Awrajas
La province Gamu-Gofa était divisée en 4 awrajas.
| Awraja             | Capitale administrative | Zones actuelles                          |
| ------------------ | ----------------------- | ---------------------------------------- |
| Gamo               | Chencha                 | Gamo                                     |
| Gardula            | Gidole                  | Gamo, Alle, Dirashe, Amaro, Burji, Konso |
| Geleb et Hamerbako | Jinka                   | Ari, Debub Omo                           |
| Gofa               | Sawla                   | Gofa                                     |